# Helmut Brandt (Politiker, 1950)

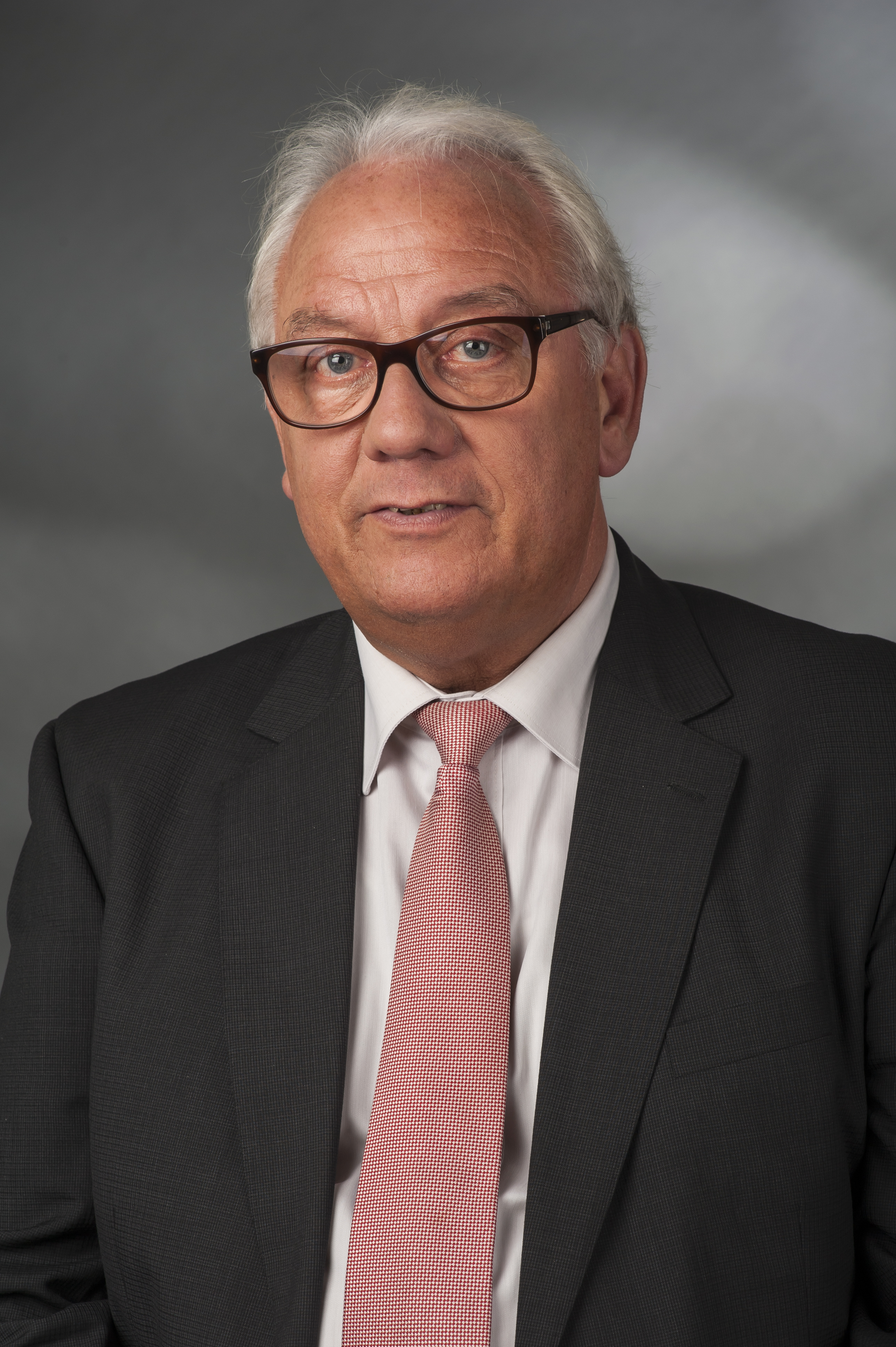
Helmut Brandt (2014)

Helmut Brandt (* 24. Oktober 1950 in Bardenberg) ist ein deutscher Politiker (CDU). Von 2005 bis 2017 war er Mitglied des Deutschen Bundestages.

## Leben und Beruf
Nach dem Abitur am Gymnasium in Herzogenrath leistete Brandt seinen Wehrdienst ab und absolvierte anschließend ein Studium der Rechtswissenschaft an der Universität Bonn, welches er mit dem ersten juristischen Staatsexamen beendete. Seit dem Studium ist er Mitglied der katholischen Studentenverbindung KDStV Novesia Bonn im CV. Nach dem Referendariat bestand er auch das zweite Staatsexamen und ist seitdem als Rechtsanwalt in Alsdorf tätig. Brandt ist Fachanwalt für Strafrecht.
Helmut Brandt ist verheiratet und hat zwei Kinder.

## Partei
Brandt trat 1969 in die CDU ein und war von 2002 bis 2011 stellvertretender Vorsitzender des CDU-Kreisverbandes Aachen Land.

## Abgeordneter
Brandt gehörte von 1978 bis 1994 dem Rat der Stadt Alsdorf an, wo er bis 1994 auch Vorsitzender der CDU-Fraktion war. Von 1999 bis 2009 war er außerdem Mitglied des Kreistages des Kreises Aachen.
Am 28. Juni 2005 rückte er für den ausgeschiedenen Abgeordneten Karl-Josef Laumann in den Bundestag nach und war bis 24. September 2017 Mitglied des Deutschen Bundestages. Er war in der 18. Wahlperiode Ordentliches Mitglied im Innenausschuss.
Brandt war Justiziar der CDU/CSU-Bundestagsfraktion.
Brandt ist nach der Bundestagswahl 2005 über die Landesliste Nordrhein-Westfalen in den Bundestag eingezogen. Bei der Bundestagswahl 2009 errang er mit 40,2 Prozent der Erststimmen das Direktmandat im Wahlkreis 89 Kreis Aachen, 2013 gewann er mit 45,6 Prozent der Erststimmen das Direktmandat im neu geschnittenen Bundestagswahlkreis 88 – Aachen II, 2017 unterlag er dort mit einem Rückstand von nur 733 Stimmen (entspricht 0,4 % der Erststimmen) seiner Mitbewerberin Claudia Moll (SPD).

## Öffentliche Ämter
Brandt war von 1994 bis 1999 Bürgermeister der Stadt Alsdorf.